# Keyder Bernard
Keyder Bernard  (Limón, 25 de septiembre de 1996) es un futbolista que se desempeña como delantero y su equipo actual es el Limón Black Star de la Segunda División de Costa Rica. Es el hijo del exfutbolista Kurt Bernard.

## Clubes
| Club                   | País       | Año         |
| ---------------------- | ---------- | ----------- |
| Limón Fútbol Club      | Costa Rica | 2017-2019   |
| Club Sport Herediano   | Costa Rica | 2020        |
| Limón Fútbol Club      | Costa Rica | 2020 - 2021 |
| SoccerViza Fútbol Club | Costa Rica | 2023        |
| Puntarenas Fútbol Club | Costa Rica | 2023 - 2024 |
| San Carlos Fútbol Club | Costa Rica | 2024        |
| Limón Black Star       | Costa Rica | 2025 - act. |